# Saroka
Saroka is een bestuurslaag in het regentschap Sumenep van de provincie Oost-Java, Indonesië. Saroka telt 2109 inwoners (volkstelling 2010).